# Calliphora vomitoria
Calliphora vomitoria är en tvåvingeart som först beskrevs av Carl von Linné 1758.  Calliphora vomitoria ingår i släktet Calliphora och familjen spyflugor. Arten är reproducerande i Sverige. Inga underarter finns listade i Catalogue of Life.

## Bildgalleri

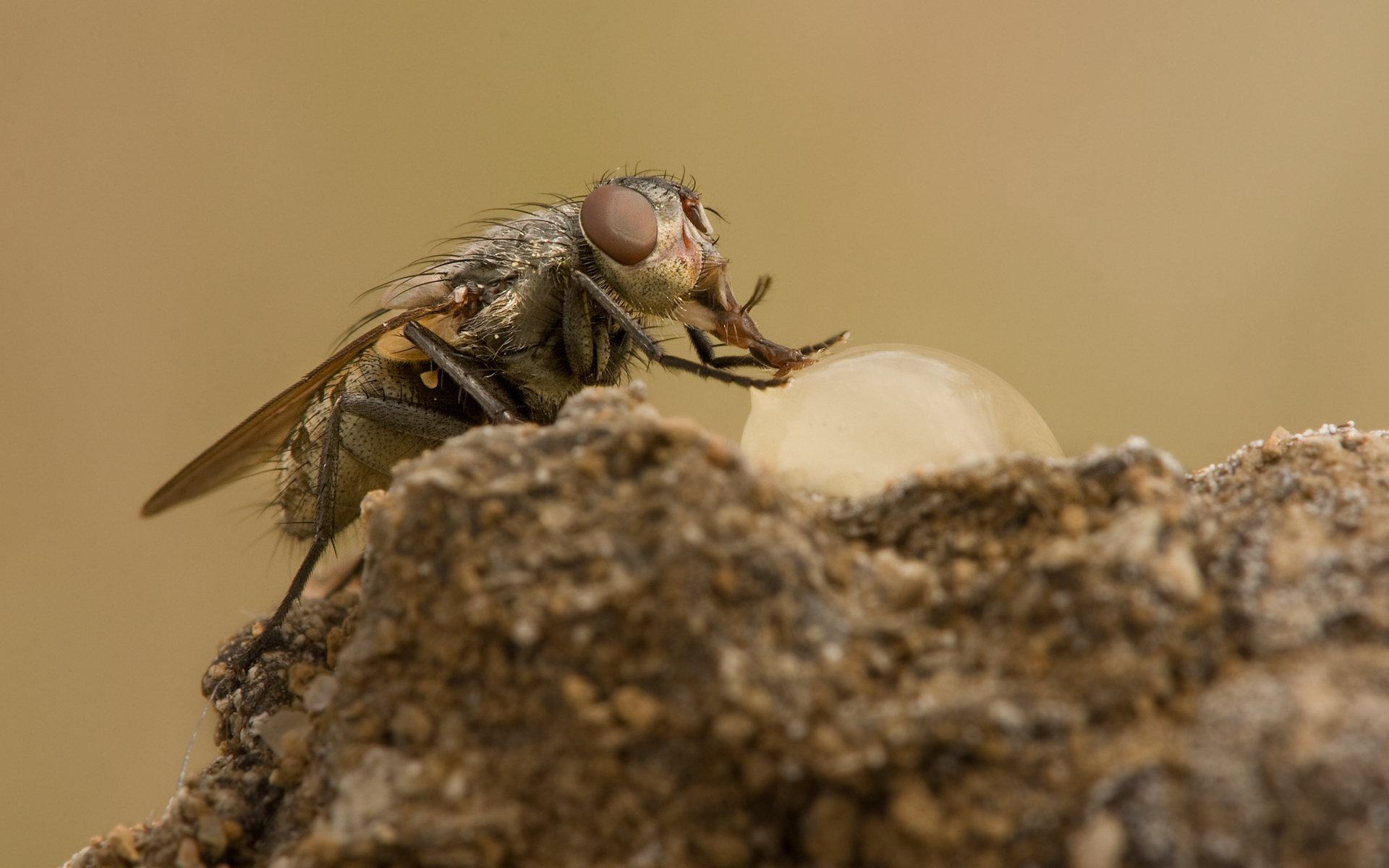
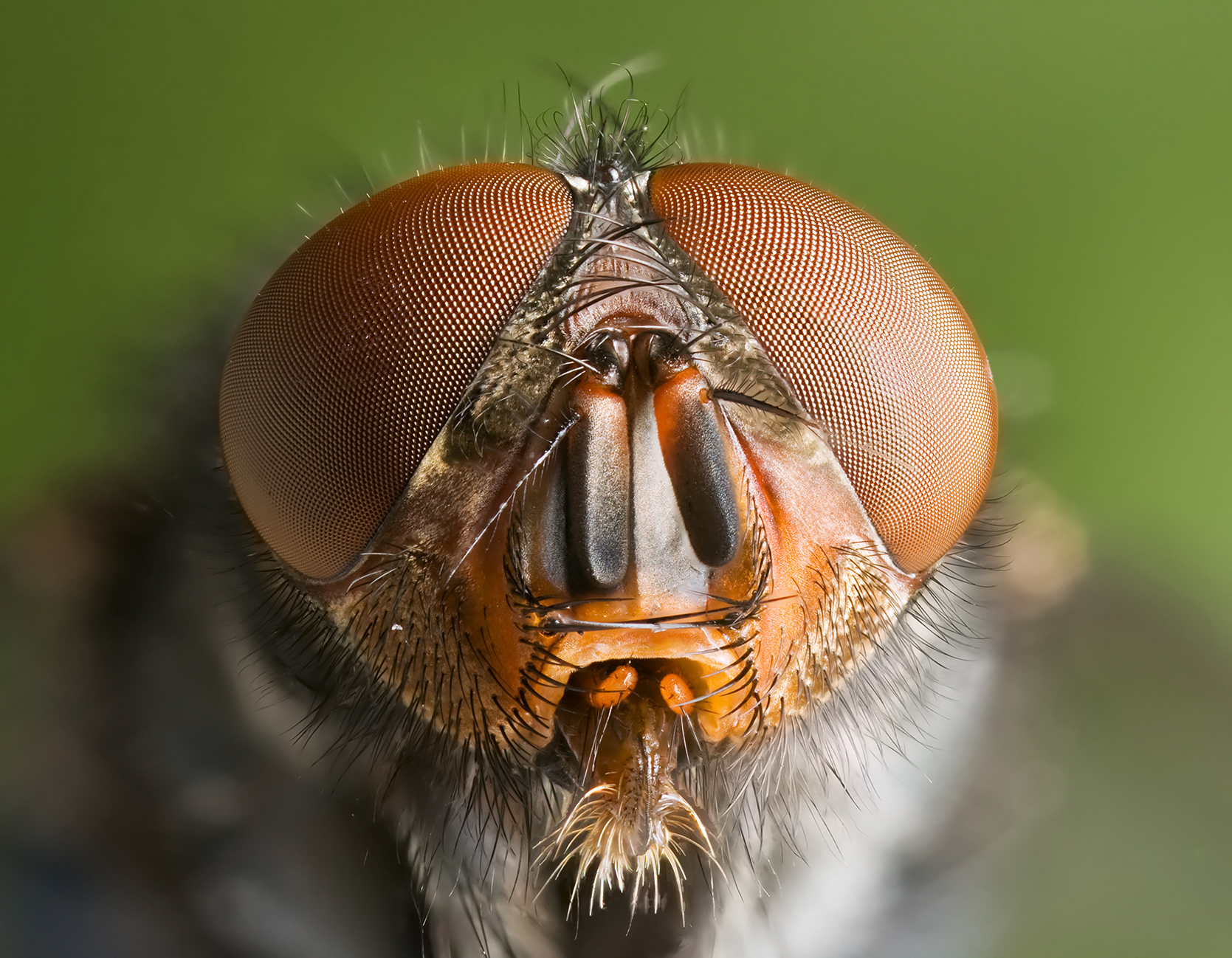
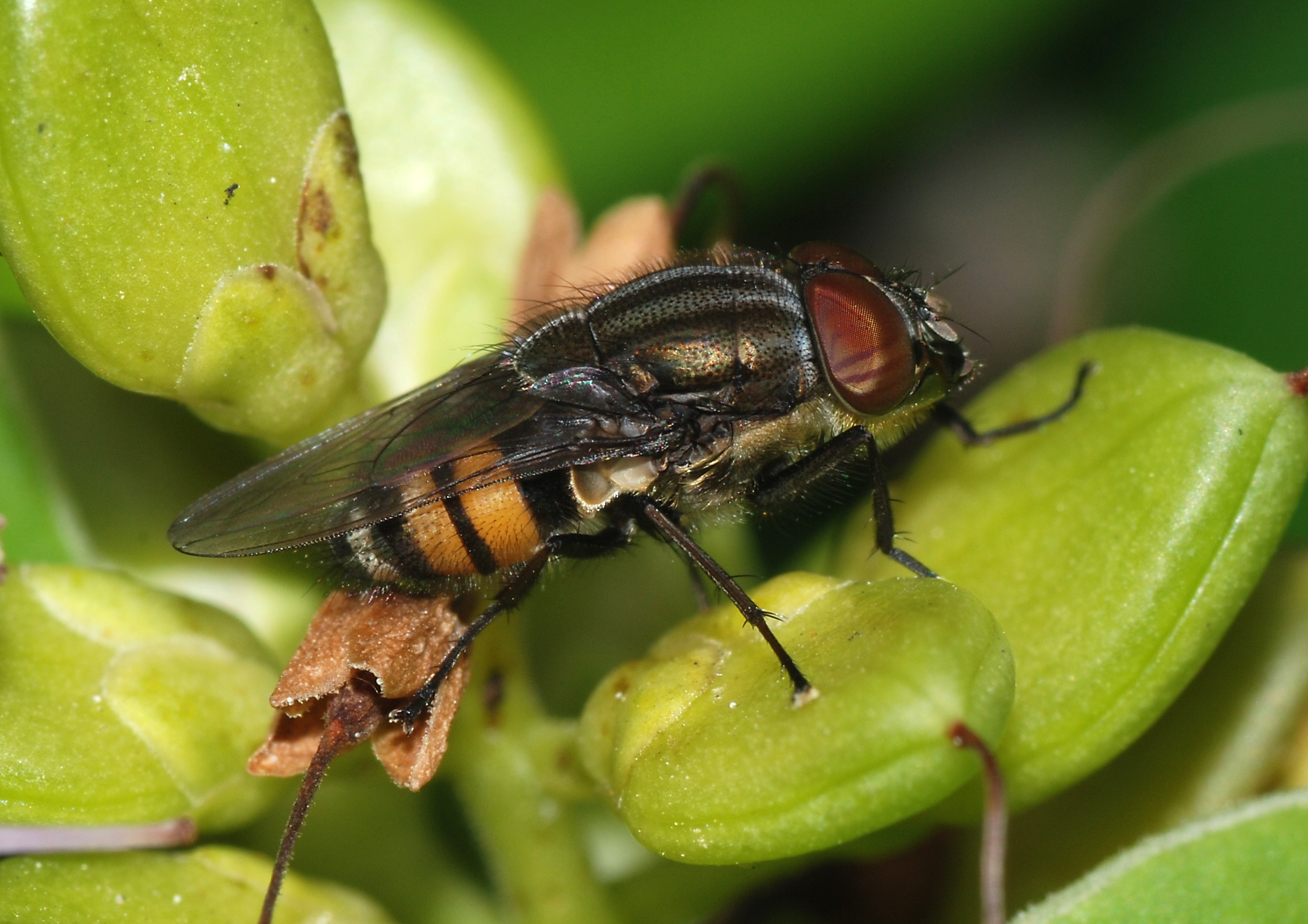
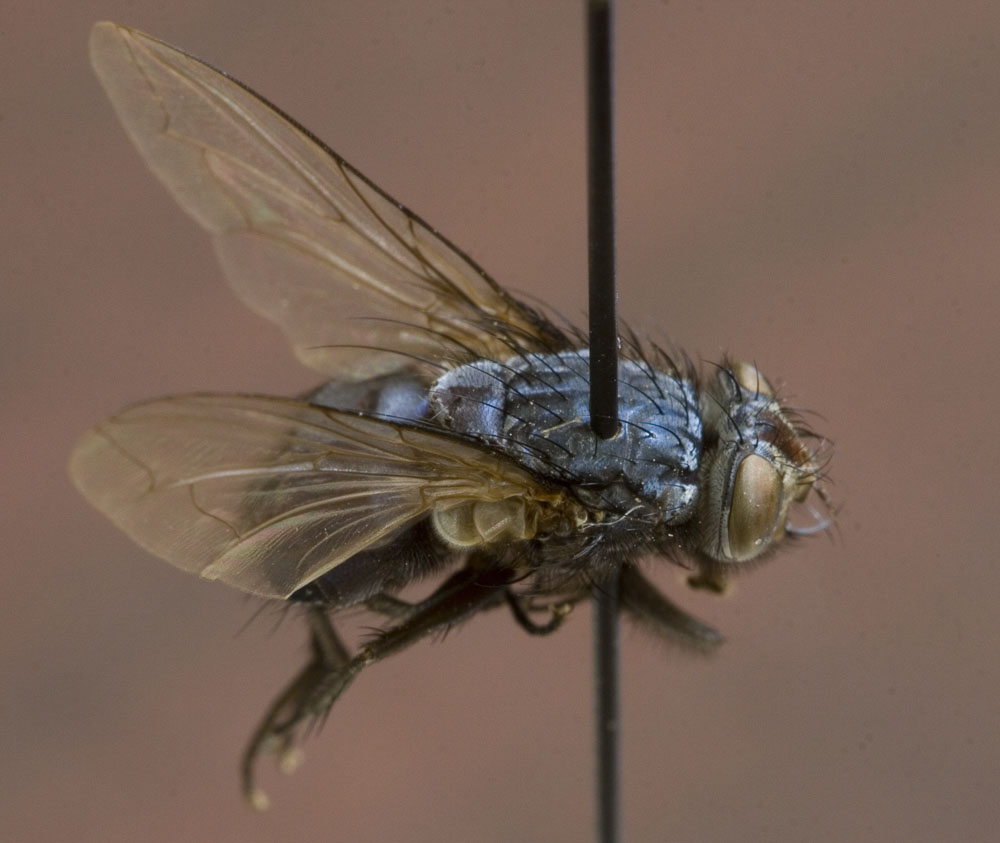
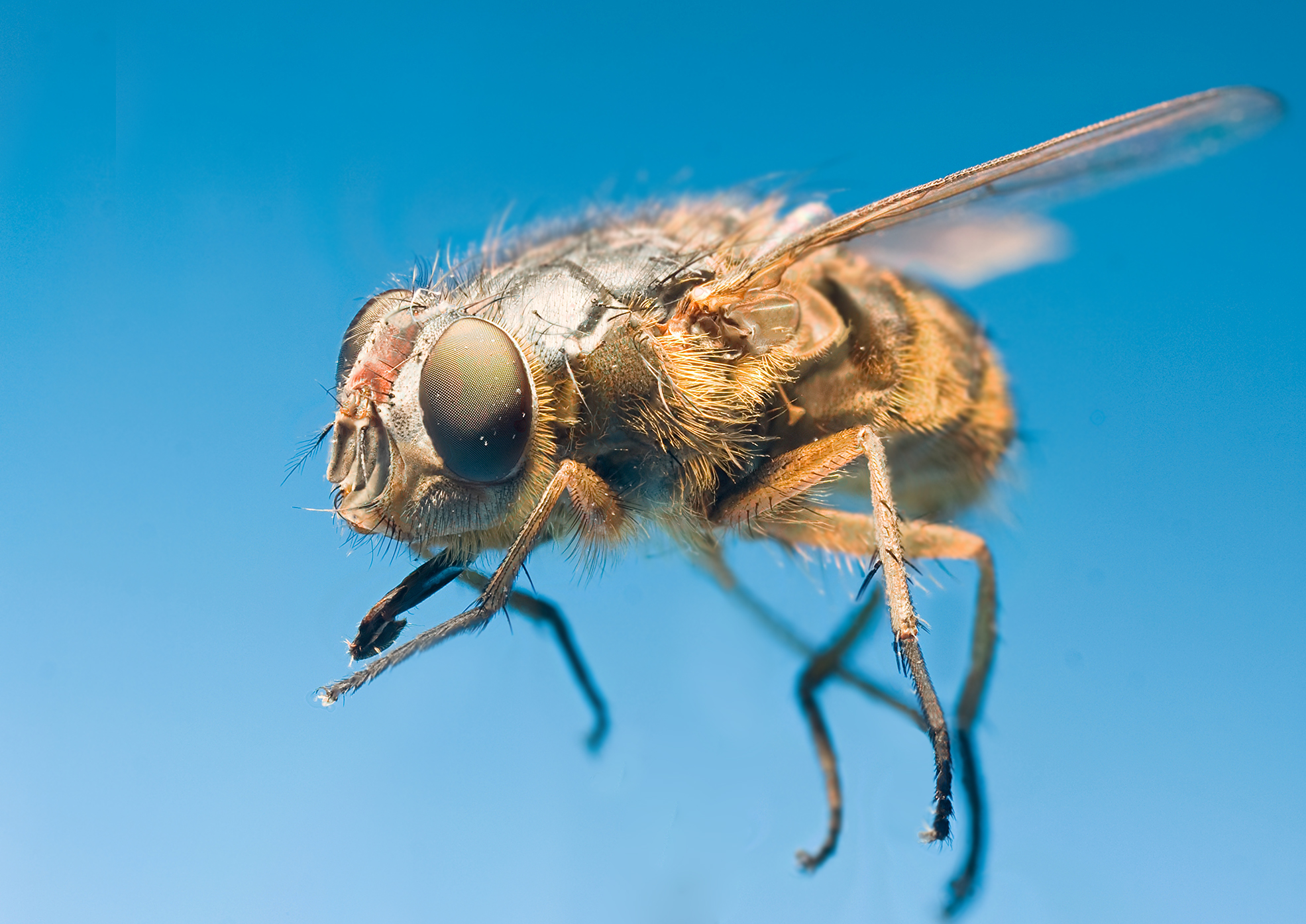